# Csapi
Csapi is een plaats (község) en gemeente in het Hongaarse comitaat Zala. Csapi telt 184 inwoners (2001).